# Ivo Pinto
Ivo Daniel Ferreira Mendonça Pinto, noto semplicemente come Ivo Pinto (Lourosa, 7 gennaio 1990), è un calciatore portoghese, difensore del Fortuna Sittard.

## Carriera

### Club
Dopo aver giocato in diverse squadre portoghesi, nel 2012 si trasferisce in Romania al CFR Cluj, dove rimane per un anno.
Il 30 giugno 2013 si trasferisce alla Dinamo Zagabria, firmando un contratto quadriennale.

### Nazionale
Ha giocato numerose partite con le varie nazionali giovanili portoghesi.

## Palmarès

### Club

#### Competizioni nazionali
- Campionato croato: 2

Dinamo Zagabria: 2013-2014, 2014-2015
- Coppa di Croazia: 1

Dinamo Zagabria: 2014-2015
- Supercoppa di Croazia: 1

Dinamo Zagabria: 2013
- Football League Championship: 1

Norwich City: 2018-2019